# Cibuntu (Pasawahan)
Cibuntu is een bestuurslaag in het regentschap Kuningan van de provincie West-Java, Indonesië. Cibuntu telt 657 inwoners (volkstelling 2010).